# Пизано (Италия)
 Тази статия е за селото в Северна Италия.  За математика, роден в Пиза вижте Леонардо Фибоначи.  
Пиза̀но (на италиански: Pisano, на местен диалект: Pisan, Пизан) е село и община в Северна Италия, провинция Новара, регион Пиемонт. Разположено е на 396 m надморска височина. Населението на общината е 807 души (към 2010 г.).